# Tachytrechus superbus
Tachytrechus superbus är en tvåvingeart som beskrevs av Aldrich 1896. Tachytrechus superbus ingår i släktet Tachytrechus och familjen styltflugor. Inga underarter finns listade i Catalogue of Life.